# Dique Las Palmeras
El dique Las Palmeras se encuentra en la provincia argentina de San Luis, en el departamento Ayacucho, a unos 2 km hacia el sur de la localidad de San Francisco del Monte de Oro y a 110 km al norte de la ciudad de San Luis.
Fue inaugurado el 19 de noviembre de 2010 y está ubicado aproximadamente en la posición 32°42′37.05″S 66°9′16.91″O / -32.7102917, -66.1546972. Por su capacidad y superficie, supera a los diques Río Grande, Potrero de Los Funes y Cruz de Piedra. A fines de 2011 concluyeron las obras del camino que rodea al espejo de agua y la instalación de una pequeña planta hidroeléctrica.
La represa embalsa las aguas del río Claro, unos 2 km antes de su confluencia con el río Curtiembre. El dique tiene una capacidad de embalse de 24 hm³ y crea un lago artificial con una superficie aproximada de 186 ha.
El destino primario del embalse es el regadío, que abastece aproximadamente 1200 ha. En torno al espejo de agua se desarrollan diversas actividades recreativas y de esparcimiento, además de deportes acuáticos como kayak, windsurf y pesca.
El nombre del dique hace referencia a los grupos de palmeras caranday frecuentes en la zona cercana a San Francisco del Monte de Oro.

## Galería

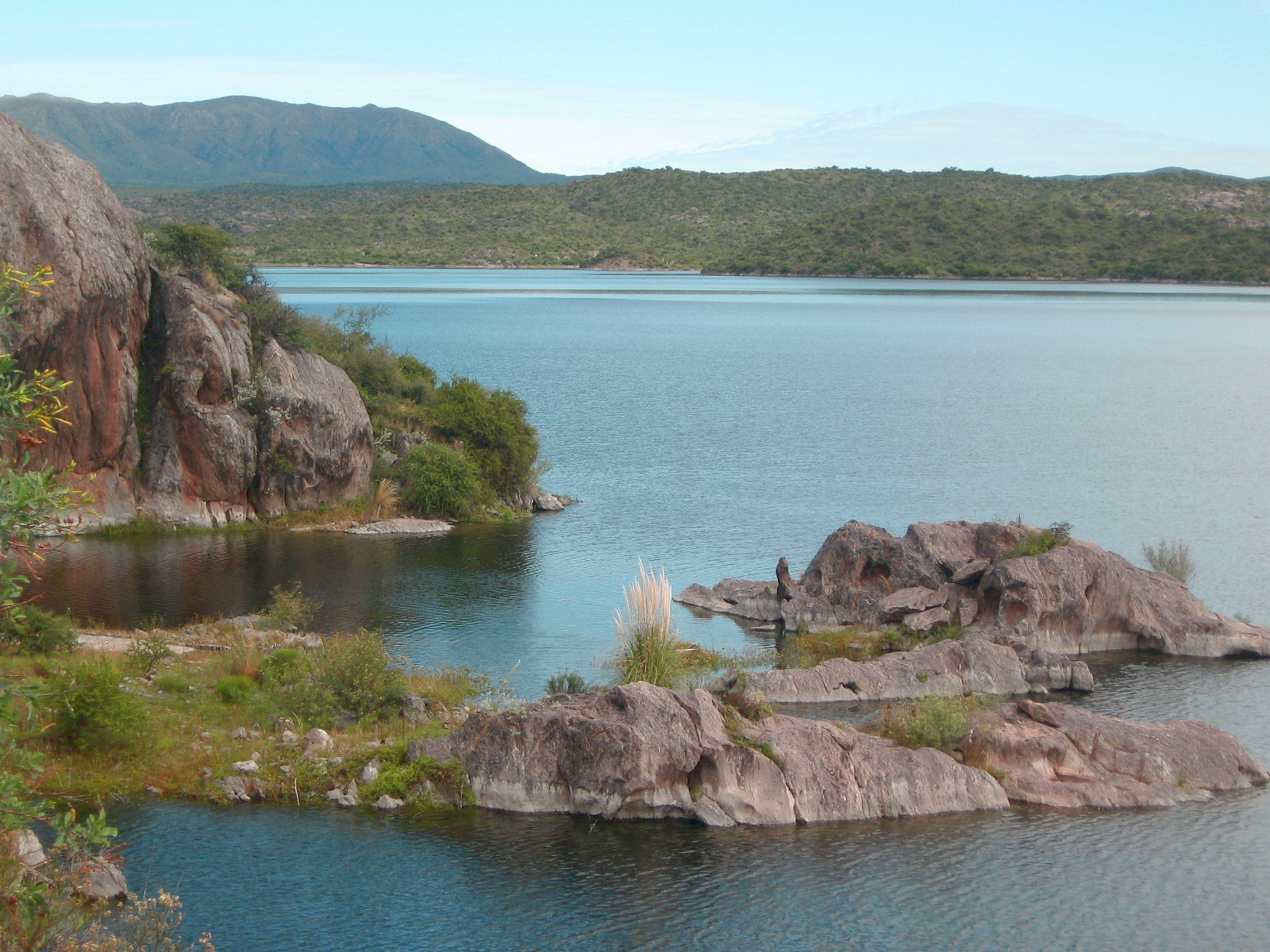
Costa del embalse vista desde el camino de perilago.
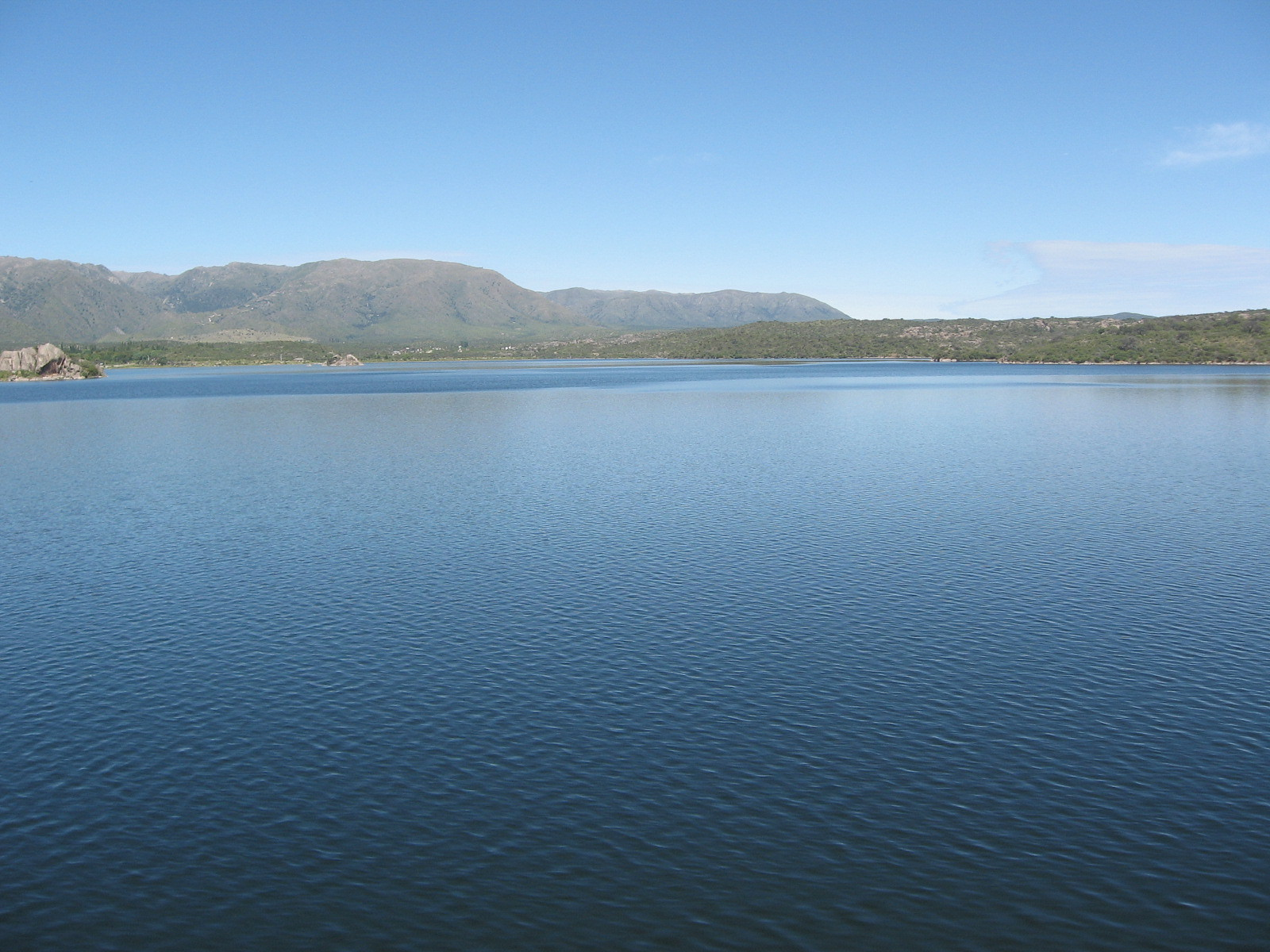
Espejo de agua visto desde la coronación del dique.
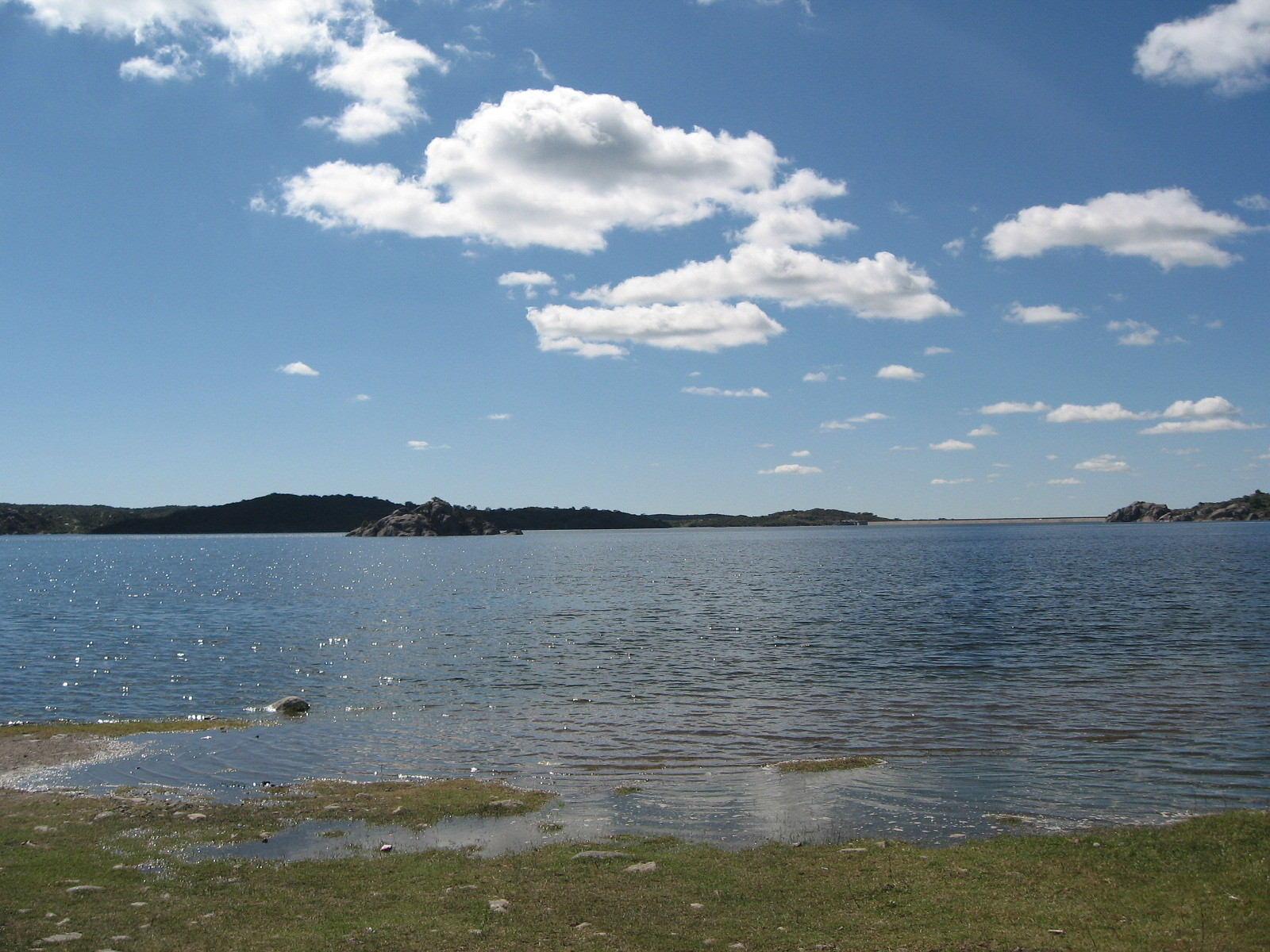
Vista del lago desde la costa.